# Fluorid plutoničitý
Fluorid plutoničitý je anorganická sloučenina s chemickým vzorcem PuF4. Fluorid plutoničitý je radioaktivní hnědá pevná látka, ale může mít různé barvy v závislosti na velikosti zrn, čistotě, vlhkosti, osvětlení a přítomnosti kontaminantů. Hlavním aplikací fluoridu plutoničitého ve Spojených státech je výroba kovového plutonia pro využití v jaderných zbraních.

## Příprava
Fluorid plutoničitý se vyrábí reakcí oxidu plutoničitého nebo fluoridu plutonitého s kyselinou fluorovodíkovou v proudu kyslíku při 450 až 600 °C. Hlavním účelem proudu kyslíku je zabránit redukci produktu plynným vodíkem, který se vyskytuje v kyselině fluorovodíkové:
PuO2 + O2 + 4 HF → PuF4 + O2 + 2 H2O
4 PuF3 + O2 + 4 HF → 4 PuF4 + 2 H2O
Laserovým ozařováním fluoridu plutoniového při vlnových délkách 520 nm jej lze rozložit na fluorid plutoničný a fluor, při pokračování rozkladu až na fluorid plutoničitý.

## Vlastnosti

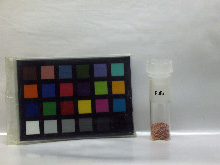
Vzorek fluoridu plutoničitého s příkladem jedné barvy znázorněným odkazem na barevný standard

Fluorid plutoničitý v pevném stavu tvoří osmi-koordinovaná Pu centra spojené dvojitými můstkovými fluoridovými ligandy. Fluorid plutoničitý krystalizuje v monoklinické krystalové soustavě s prostorovou grupou C12/c1 (Číslo 15) a parametry mřížky a = 1261 pm, b = 1057 pm, c = 827 pm a β = 126,16°.
Fluorid plutoničitý lze redukovat baryem, vápníkem nebo lithiem při teplotě 1200 °C na kovové plutonium:
PuF4 + 2 Ba → 2 BaF2 + Pu
PuF4 + 2 Ca → 2 CaF2 + Pu
PuF4 + 4 Li → 4 LiF + Pu